# 科尔恩堡
科尔恩堡是德国巴伐利亚州的一个市镇。总面积59.51平方公里，总人口2863人，其中男性1466人，女性1397人（2011年12月31日），人口密度48人/平方公里。